# Victorin de Wargny d'Oudenhove
Victorin André Marie Joseph de Wargny d'Oudenhove (Mechelen, 4 februari 1782 - 10 juni 1849) was een Zuid-Nederlands edelman en burgemeester.

## Geschiedenis
In 1773 verleende keizerin Maria Theresia de persoonlijke titel ridder aan François de Wargny en aan zijn neven François en Isembart. Alleen de neef François had afstammelingen. Hij was heer van Vraimont en Neder-Bogaerde en trouwde met Catherine Lapostole.

## Victorin de Wargny
Victorin de Wargny, zoon van het hierboven genoemde echtpaar de Wargny-Lapostole, werd in 1816, onder het Verenigd Koninkrijk der Nederlanden, erkend in de erfelijke adel, met de titel ridder overdraagbaar op alle mannelijke afstammelingen en werd benoemd in de Ridderschap van de provincie Antwerpen. Na de Belgische Omwenteling werd hij lid van de provincieraad van Brabant en burgemeester van Boortmeerbeek.
Hij trouwde in 1809 met Marie-Caroline van den Branden de Reeth (1789-1865), dochter van ridder Jean van den Branden de Reeth, die onder het Franse keizerrijk sous-préfet in Mechelen was. Het echtpaar had drie zoons en een dochter.
- Reine de Wargny (1810-1889) trouwde met haar oom, baron Felix van den Branden de Reeth (1809-1867), volksvertegenwoordiger en schepen van Mechelen.
- Gaspar de Wargny (1815-1896) werd burgemeester van Boortmeerbeek. Hij trouwde met Adèle de Neve (1808-1870), dochter van senator en baron Henri Philippe de Neve de Roden. Hij hertrouwde in 1892 met Thérèse Speliers (1835-1913).
  - Léon de Wargny (1841-1909), trouwde met Eudoxie Quirini (1842-1909).
    - Antonin de Wargny (1867-1924), advocaat in Brussel, trouwde met Thérèse Le Coy de la Marche (1878-1965).
      - Guy de Wargny (1918-1998), internationaal ambtenaar (VN), was voorzitter van het Benelux-comité in Nice toen hij in 1951 een voorstel deed voor een Benelux-vlag. Hij werd Frans staatsburger en werd schrijver. Samen met de Belg Henri Dubois, pseudoniem Henri Certigny (1919-1995), schreef hij talrijke populaire romans. Hij was vooral ook astroloog en schreef hierover verschillende werken, zoals L'Astrologie noire en L'astrologie rose. Hij was tweemaal getrouwd, en had twee kinderen uit het eerste en een kind uit het tweede huwelijk. Uit een buitenechtelijke relatie had hij ook nog drie kinderen, die hij in 1975 liet legitimeren. Met afstammelingen tot heden.
- Alphonse de Wargny (1829-1899), trouwde met Virginie du Trieu de Terdonck (1826-1908). Met afstammelingen, maar uitgedoofd in 1955.